# Цифрове кіно

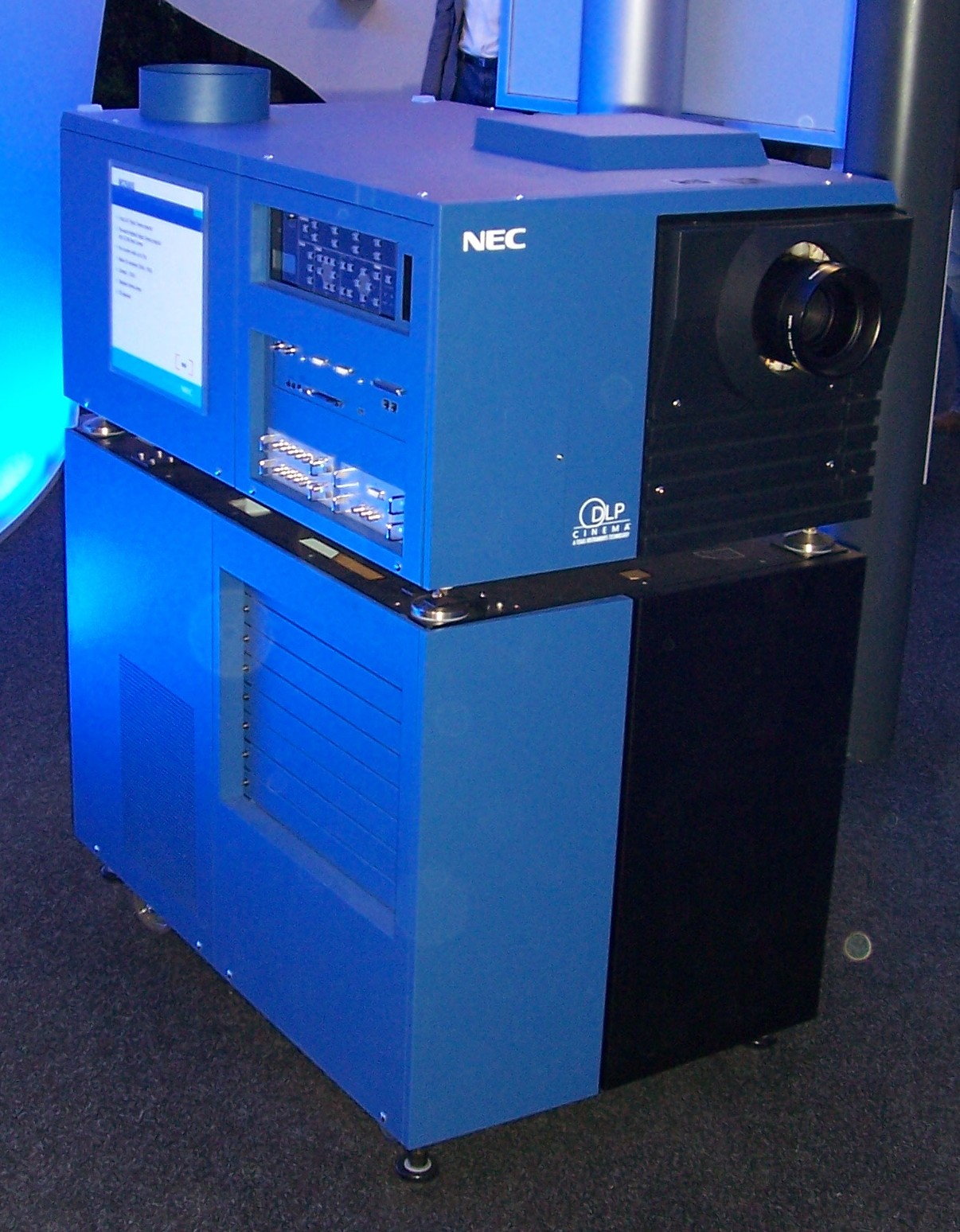
Кінопроєктор DLP від фірми NEC

Цифрове кіно (цифровий кінематограф) — сучасна технологія кінематографу, заснована на використанні цифрових способів виробництва і розповсюдження кінофільмів без використання кіноплівки. Фільми демонструються з твердих і оптичних дисків за допомогою цифрового кінопроєктора замість звичайного. Цифровий кінематограф не використовує технології телебачення високої чіткості і не має нічого спільного зі стандартами стиснення відео високої чіткості. У цифровому кіно використовуються свої стандарти роздільної здатності, співвідношення сторін кадру та кадрової частоти, запозичені у традиційного плівкового кінематографа.
Цифровий кінематограф став можливим завдяки появі цифрових кінопроєкторів, що дають змогу безпосередньо демонструвати цифрові фільми на великому екрані в кінотеатрах.

## Цифрове кіно в Україні
17 грудня 2009 року у Києві на території Національної кіностудії ім. Довженка відкрився «Центр цифрового відновлення фільмів» (Digital Intermedia). Його обладнання дозволяє усунути дефекти, що виникли на кіноплівці під впливом часу, і підвищити таким чином якість старих стрічок. Всього в Україні такого відновлення потребує близько 2 000 фільмів на старих кінострічках. Німецький високотехнологічний сканер ARRISCANN (виробництво компанії ARRI, ФРН), призначений для оцифрування зображення, і програмне забезпечення, що дозволяє виправляти дефекти на плівці, що виникли під плином часу, коштував кіностудії 1 млн євро.
Першим фільмом, який реставрували й зробили бездоганну цифрову копію за допомогою сканера ARRISCANN, став «Камінний хрест» Леоніда Осики 1968 року, який показали 19 березня 2010 року в Будинку кіно на вечері пам'яті митця з нагоди його 70-річчя.